# Kebandam
De Kebandam is een stuwdam in de Eufraat bij Elazığ in Turkije, gebouwd in de periode 1966-1975. Het is een van de 22 stuwdammen in het Zuidoost-Anatolië-project. Het bijbehorende stuwmeer, het Kebanstuwmeer, heeft een oppervlakte van 675 km² en een opslagcapaciteit van 31 miljard m3.

## Technische Gegevens
- Hoogte boven het dal: 163 m
- Hoogte boven de fundering: 310 m
- Inhoud van het bouwwerk: 15,585 miljoen m³
- Capaciteit waterkrachtcentrale: 1330 MW
- Productie waterkrachtcentrale: 6 miljard kWh per jaar